# بلا منازع (فلم)
بلا منازع (بالإنجليزية: Undisputed) فيلم أكشن وفنون قتالية تم إنتاجه في الولايات المتحدة وصدر سنة 2002، من بطولة ويسلي سنايبس، بيتر فالك وفينج راميز، وهو الجزء الأول في سلسلة أفلام بلا منازع.

## القصة
يُصنف جورج شامبرز كأحد أبطال الوزن الثقيل في الملاكمة. تنقلب حياة شامبرز رأسًا على عقب عندما يتم اتهامه بالاغتصاب ويذهب إلى السجن. عندما يصل إلى السجن، يسمع عن مونرو هاتشن بطل السجن في الملاكمة لمدة عشر سنوات. يرغب شامبرز في توضيح الأمور منذ البداية وأنه لن يكون أبدًا في المركز الثاني، ويؤدي ذلك للعديد من المشاكل. يقرر زميلهم المُدان إيمانويل أن يستغل ذلك التوتّر في جني بعض المال، فينظم مباراةَ ملاكمةٍ بين الاثنين لتحديد البطل الحقيقي.

## الميزانية والإيرادات
كلف الفيلم من 15 إلى 20 مليون دولار أمريكي وحقّق أرباحًا تقدر بـ 15.3 مليون دولار أمريكي.

## روابط خارجية
- مقالات تستعمل روابط فنية بلا صلة مع ويكي بيانات